# Tomás Cardona
Tomás Cardona (Buenos Aires, 10 ottobre 1995) è un calciatore argentino, difensore del Tigre, in prestito dal Fortaleza.

## Caratteristiche tecniche
È un difensore centrale.

## Statistiche

### Presenze e reti nei club
Statistiche aggiornate al 20 luglio 2025.
| Stagione                  | Squadra                   | Campionato                | Campionato | Campionato | Coppe nazionali | Coppe nazionali | Coppe nazionali | Coppe continentali | Coppe continentali | Coppe continentali | Altre coppe | Altre coppe | Altre coppe | Totale | Totale | Totale |
| Stagione                  | Squadra                   | Comp                      | Pres       | Reti       | Comp            | Pres            | Reti            | Comp               | Pres               | Reti               | Comp        | Pres        | Reti        | Pres   | Reti   |        |
| ------------------------- | ------------------------- | ------------------------- | ---------- | ---------- | --------------- | --------------- | --------------- | ------------------ | ------------------ | ------------------ | ----------- | ----------- | ----------- | ------ | ------ | ------ |
| 2015                      | San Lorenzo               | PD                        | 0          | 0          | CA              | 1               | 0               | -                  | -                  | -                  | -           | -           | -           | 1      | 0      |        |
| 2016                      | Defensa y Justicia        | PD                        | 7          | 1          | CA              | 2               | 0               | -                  | -                  | -                  | -           | -           | -           | 9      | 1      |        |
| 2016-2017                 | Defensa y Justicia        | PD                        | 14         | 0          | CA              | 0               | 0               | CS                 | 2                  | 0                  | -           | -           | -           | 14     | 0      |        |
| 2017-2018                 | Godoy Cruz                | PD                        | 19         | 2          | CA+CA           | 2+1             | 0               | -                  | -                  | -                  | -           | -           | -           | 22     | 2      |        |
| 2018-2019                 | Godoy Cruz                | PD                        | 21         | 1          | CA+CdS          | 3+4             | 0+1             | CL                 | 8                  | 1                  | -           | -           | -           | 36     | 3      |        |
| 2019-2020                 | Godoy Cruz                | PD                        | 16         | 0          | CA              | 0               | 0               | -                  | -                  | -                  | -           | -           | -           | 16     | 0      |        |
| Totale Godoy Cruz         | Totale Godoy Cruz         | Totale Godoy Cruz         | 56         | 3          |                 | 10              | 1               |                    | 8                  | 1                  |             | -           | -           | 74     | 5      |        |
| 2020-2021                 | Las Palmas                | SD                        | 10         | 0          | CR              | 1               | 0               | -                  | -                  | -                  | -           | -           | -           | 11     | 0      |        |
| lug.-dic. 2021            | Defensa y Justicia        | PD                        | 4          | 0          | CA+CdL          | 0               | 0               | CL                 | 2                  | 0                  | -           | -           | -           | 6      | 0      |        |
| 2022                      | Defensa y Justicia        | PD                        | 12         | 0          | CA+CdL          | 1+3             | 0               | CS                 | 2                  | 0                  | -           | -           | -           | 18     | 0      |        |
| 2023                      | Defensa y Justicia        | PD                        | 23         | 2          | CA+CdL          | 6+7             | 0+1             | CS                 | 11                 | 0                  | -           | -           | -           | 47     | 3      |        |
| Totale Defensa y Justicia | Totale Defensa y Justicia | Totale Defensa y Justicia | 60         | 3          |                 | 19              | 1               |                    | 17                 | 0                  |             | -           | -           | 96     | 4      |        |
| 2024                      | Fortaleza                 | PD/CE+A                   | 3+17       | 0+1        | CB              | 2               | 0               | CS                 | 6                  | 0                  | CdN         | 8           | 0           | 36     | 1      |        |
| 2025                      | Talleres (C)              | PD                        | 2          | 0          | CA              | 1               | 0               | CL                 | 0                  | 0                  | SI          | 0           | 0           | 3      | 0      |        |
| 2025                      | Tigre                     | PD                        | 2          | 0          | CA              | -               | -               | -                  | -                  | -                  | -           | -           | -           | 2      | 0      |        |
| Totale carriera           | Totale carriera           | Totale carriera           | 150        | 7          |                 | 34              | 2               |                    | 31                 | 1                  |             | 8           | 0           | 223    | 10     |        |

## Palmarès

### Club

#### Competizioni internazionali
- Supercopa Internacional: 1

Talleres (C): 2023